# Abu al-Jattar al-Husam ibn Darar al-Kalbi

Abu al-Jattar al-Husam ibn Darar al-Kalbi

Abu l-Jattar al-Husam ibn Darar al-Kalbi, llamado más sencillamente Abu-l-Jattar, Abul-Jatar o Abuljatar (en árabe: أبو الخطار الحسام بن ضرار الكلبي), fue el vigésimo valí de los Omeyas de Al-Ándalus desde mayo de 743 a agosto de 745. Le sucedió Tuwaba ibn Salama al-Yudami. 

## Biografía
Balŷ y sus sirios vencieron en las batalla de Aqua Portora (742) y Mérida. La guerra civil concluyó con el nombramiento de gobernador a favor del quelbí Abu l-Jattar, el cual distribuyó a los sirios en distritos rurales, según la siguiente distribución: el yund de Qinnasrin, en Jaén; el de Egipto, en Beja y Tudmir; el de Palestina, en Sidona; el de Hims, en Sevilla; el del Jordán, en Rayya, y el de Damasco, en Ilbira-Granada.
Pero pronto se produjeron disputas entre quelbíes y caisíes, dirigidos éstos por Somail, el cual hizo nombrar gobernador a Yúsuf (Yusuf ibn 'Abd al-Rahman al-Fihri) en 746.
Somail derrotó a los quelbíes Abuljatar y Abenhorait en la batalla de Secunda (también escrita como Xecunda y Xacunda), arrabal de Córdoba, en 747, cuando Abuljatar trataba de reafirmar su derecho a gobernar contra el desafío de Yúsuf. Abuljatar fue hecho prisionero en dicha batalla y ejecutado.
Nombrado Somail gobernador de Zaragoza, fue sitiado en 753 por los quelbíes. Entonces pidió ayuda a los yemeníes del sur —Yúsuf no se la prestó— que le socorrieron. Algunos de estos refuerzos eran clientes omeyas. La existencia de estos antagonismos tribales iba a favorecer enormemente el acceso al poder del primer emir omeya de Córdoba, Abd ar-Rahmán I.

## Predecesor
- Yusuf ibn 'Abd al-Rahman al-Fihri
- Balch ibn Bishr al-Qushayri
- Thalaba ibn Salama al-Amili

## Sucesores
- Tuwaba ibn Salama al-Yudami
- Abd al-Rahman ibn Katir al-Lahmi
- Yusuf ibn 'Abd al-Rahman al-Fihri